# 210
Évszázadok: 2. század – 3. század – 4. század
Évtizedek: 160-as évek – 170-es évek – 180-as évek – 190-es évek – 200-as évek – 210-es évek – 220-as évek – 230-as évek – 240-es évek – 250-es évek – 260-as évek
Évek: 205 – 206 – 207 – 208 –  209 – 210 – 211 – 212 – 213 – 214 – 215

## Események

### Római Birodalom
- Manlius Acilius Faustinust és Aulus Triarius Rufinust választják consulnak.
- A caledoniai törzsek békét kérnek Septimius Severus császártól, de a Maeatae törzsszövetség hamarosan fellázad. Severus fiát, Caracallát küldi büntetőexpedícióra ellenük; a rómaiak legyilkolják, elűzik a barbárokat, a falvaikat felégetik.

### Kína
- A három fő hadúr (Cao Cao, Liu Pej és Szun Csüan) a nagy összecsapás után konszolidálja hatalmát az által ellenőrzött területeken. Csiao tartomány kormányzója csatlakozik Szun Csüanhoz, aki Csing tartomány hozzá tartozó részét átengedi a vele szövetséges Liu Pejnek.

## Születések
- Publius Herennius Dexippus – görög történetíró († 273)
- Zsuan Csi – kínai költő és zenész, egyike a bambuszliget hét bölcsének nevezett csoport tagjainak († 263)
- Karthágói Szent Ciprián – Karthágó püspöke, író († 258)

## Halálozások
- Csou Jü – kínai hadvezér
- Sextus Empiricus – görög filozófus (* 160)

## Fordítás
- Ez a szócikk részben vagy egészben  a(z)   210 című angol Wikipédia-szócikk ezen változatának fordításán alapul.  Az eredeti cikk szerkesztőit annak laptörténete sorolja fel. Ez a jelzés csupán a megfogalmazás eredetét és a szerzői jogokat jelzi, nem szolgál a cikkben szereplő információk forrásmegjelöléseként.